# Специальная:Создать учётную запись

Таня Подгорная
Таня Подгорная — современная писательница, родилась 14 октября 2001 года в селе Любашовка, Одесская область, Украина. С раннего возраста увлекалась литературой, писала стихи и рассказы, что со временем привело её к решению стать писателем.
Таня начала писать ещё в школьные годы, а её первые работы были опубликованы на платформах для самиздата. Позднее её произведения стали доступны для широкой аудитории. Основные темы её творчества — это любовь, личные переживания, поиск смысла жизни и взаимоотношения людей.
Среди её самых известных книг — роман "В вихре любви", в котором раскрываются все сложности и прелести человеческих чувств. Таня также активно работает над новыми произведениями, исследуя различные аспекты эмоций и личных историй.
Несмотря на свою молодость, она уже успела завоевать любовь читателей и признание в литературных кругах. Её книги привлекают внимание своим глубоким, проницательным стилем, который позволяет читателю погрузиться в мир героев и почувствовать их переживания.
Таня продолжает развивать свой литературный путь, пишет новые произведения и стремится раскрывать важные темы человеческих отношений в своих книгах.